# Luis de Santiago y Manescau
Luis de Santiago y Manescau (Màlaga, 1843 - Vitòria, 22 de juny de 1920) fou un militar espanyol, Capità general de Catalunya durant els fets de la Setmana Tràgica de 1909 a Barcelona.
Fou ascendit a general en 1895 i condecorat amb la Creu de la Real i Militar Orde de Sant Hermenegild, i fins l'11 d'agost de 1902 fou governador militar de Navarra. El 1902 fou nomenat membre del Consell Suprem de Guerra i Marina fins al 17 de setembre de 1906, quan fou ascendit a tinent general. En setembre de 1907 fou nomenat general Inspector del ministeri El març de 1909 fou nomenat Capità general de Catalunya, en qualitat del qual va estar relacionat amb la repressió dels fets de la Setmana Tràgica de Barcelona. Sembla que va cessar per petició pròpia. El 6 de març de 1910 tornà a rebre el càrrec de membre del Consell Suprem de Guerra i Marina, que va ocupar fins que passà a la reserva en 1915.